# Buluka
Buluka – rodzaj błonkówek z rodziny męczelkowatych. Gatunkiem typowym jest Buluka straeleni. Nazwa rodzajowa pochodzi języka tsonga i oznacza słowo "wybuch".

## Zasięg występowania
Większość gatunków żyje w Krainie orientalnej, kilka gatunków występuje również w Krainie etiopskiej i Australazji..

## Systematyka
Do rodzaju zaliczanych jest 11 opisanych gatunków:
- Buluka achterbergi Austin, 1989
- Buluka collessi Austin & Dangerfield, 1992
- Buluka horni Gupta, 2013
- Buluka huddlestoni Austin, 1989
- Buluka noyesi Austin, 1989
- Buluka orientalis Chou, 1985
- Buluka quickei Ranjith, 2015
- Buluka straeleni de Saeger, 1948
- Buluka taiwanensis Austin, 1989
- Buluka townesi Austin, 1989
- Buluka vuquangensis Long, 2015

W zbiorach entomologicznych znajdują się okazy nieopisanych gatunków, lecz rodzaj raczej nie jest zbyt liczny.